# Илој (Аризона)
Илој (енгл. Eloy) град је у америчкој савезној држави Аризона. По попису становништва из 2010. у њему је живело 16.631 становника.

## Демографија
Према попису становништва из 2010. у граду је живело 16.631 становника, што је 6.256 (60,3%) становника више него 2000. године.
| Група             | 2000.         | 2010.         |
| Белци             | 1.640 (15,8%) | 3.144 (18,9%) |
| Афроамериканци    | 552 (5,3%)    | 1.685 (10,1%) |
| Азијати           | 124 (1,2%)    | 755 (4,5%)    |
| Хиспаноамериканци | 7.717 (74,4%) | 9.648 (58,0%) |
| Укупно            | 10.375        | 16.631        |